# تحمل مرکزی
در مبحث ایمنی‌شناسی، تحمل مرکزی (انگلیسی: Central tolerance) (که با گزینش منفی نیز شناخته می‌شود) به روند پاکسازی لنفوسیت‌های خودواکنش‌گر تی و بی در حال تکامل گفته می‌شود. طبق این سازوکار اطمینان حاصل می‌شود که سیستم ایمنی به پپتیدهای خودی حمله نکند. بلوغ لنفوسیت‌ها و تحمل مرکزی آنها در اندام‌های لنفاوی اولیه مانند مغز استخوان و تیموس انجام می‌شود. در پستانداران محل بلوغ لنفوسیت‌های بی در مغز استخوان و لنفوسیت‌های تی در تیموس است.

## سازوکار
تحمل مرکزی برای فعالیت صحیح سیستم ایمنی ضروری است چراکه اطمینان می‌بخشد که سلول‌های بی و تی بالغ آنتی‌ژن‌های خودی را به‌عنوان میکروب‌های خارجی تشخیص ندهند. اهمیت آن زمانی بیشتر می‌شود که بدانیم گیرنده‌های سلول تی (TCRs) و گیرنده‌های سلول بی (BCRs) توسط نوترکیبی V(D)J ساخته می‌شود و تنوع زیادی به گیرنده‌های سلول برای افزایش توانایی شناخت آنتی‌ژن‌های جدید می‌دهد.

### لنفوسیت‌های تی
در طول بلوغ سلول‌های تی در تیموس انواع نابالغ که بتوانند آنتی‌ژن را با میل پیوندی بالا شناسایی کنند حذف خواهند شد و سلول‌های باقی مانده نیز به سلول تی تنظیمی تبدیل می‌شوند.

### لنفوسیت‌های بی

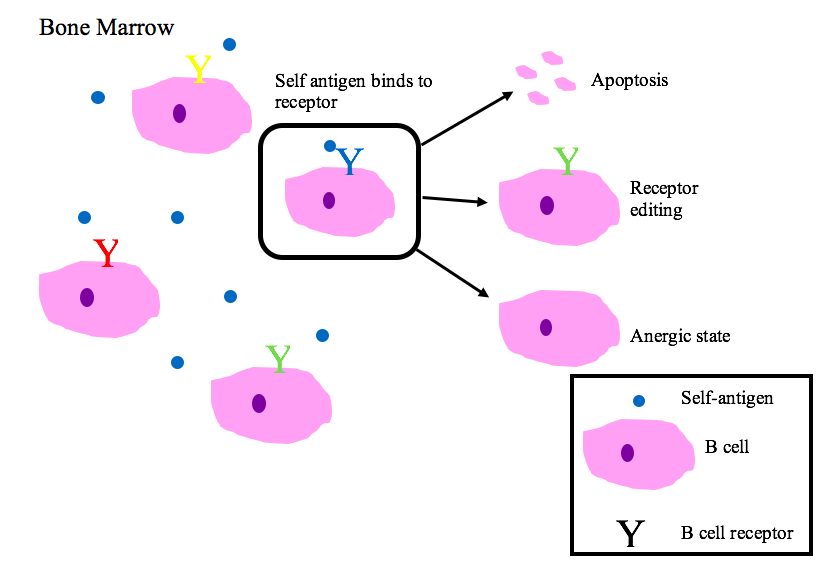
تصویر نشان‌دهنده گزینش لنفوسیت‌های بی در مغز استخوان.

لنفوسیت‌های بی نابالغ که آنتی‌ژن‌های خودی را در مغز استخوان با میل پیوندی زیاد شناسایی می‌کنند حذف خواهند شد یا اختصاصیت خود را تغییر خواهند داد.